# Ocean Ranger
El Ocean Ranger fue una plataforma petrolífera semisumergible en alta mar que se hundió en aguas canadienses el 15 de febrero de 1982. Estaba perforando un pozo de exploración en el Gran Banco de Terranova, a 267 kilómetros (166 millas) al este de San Juan de Terranova, para Mobil Oil of Canada, Ltd. (MOCAN) con 84 tripulantes a bordo cuando se hundió. No hubo supervivientes.

## Hundimiento
El 26 de noviembre de 1981, el Ocean Ranger comenzó a perforar el pozo J-34, su tercer pozo en el campo petrolífero de Hibernia, situado en el Gran Banco de Terranova, a 267 kilómetros (166 millas) al este de San Juan de Terranova (Canadá). El Ocean Ranger todavía estaba trabajando en este pozo en febrero de 1982 cuando ocurrió el accidente. Otras dos plataformas semisumergibles también estaban perforando cerca: Sedco 706, 8,5 millas (13,7 km) NNE, y Zapata Ugland, 19,2 millas (30,9 km) N del Ocean Ranger. El 14 de febrero de 1982, las plataformas recibieron informes de una tormenta que se acercaba vinculada a un gran ciclón atlántico de NORDCO Ltd, la empresa responsable de emitir pronósticos meteorológicos en alta mar. El método habitual de preparación para el mal tiempo implicaba colgar la tubería de perforación en la boca del pozo submarino y desconectar el tubo ascendente del preventor de reventones submarino. Debido a las dificultades de la superficie y la velocidad a la que se desarrolló la tormenta, la tripulación del Ocean Ranger se vio obligada a cortar la tubería de perforación después de colgarse, después de lo cual desconectaron el tubo ascendente a primera hora de la tarde.
Aproximadamente a las 19:00 hora local, el Sedco 706, que se encontraba cerca, experimentó una gran ola gigante que dañó algunos elementos de la cubierta y provocó la pérdida de una balsa salvavidas. Poco después, se escucharon transmisiones de radio del Ocean Ranger, que describían una ventana de ojo de buey rota y agua en la sala de control de lastre, con discusiones sobre la mejor manera de reparar el daño. El Ocean Ranger informó haber experimentado mares tormentosos de 55 pies (17 m), con alguna ola ocasional de hasta 65 pies (20 m), lo que dejó desprotegido el portillo a 28 pies (8,5 m) sobre la línea de flotación vulnerable al daño de las olas. Algún tiempo después de las 21:00, se escucharon conversaciones de radio originadas en el Ocean Ranger en el Sedco 706 y Zapata Ugland, que indicaban que las válvulas en el panel de control de lastre del Ocean Ranger parecían abrirse y cerrarse por sí solas. En las conversaciones por radio también se habló de vientos de 100 nudos (190 km/h) y olas de hasta 65 pies (20 m) de altura. Durante el resto de la tarde, se mantuvo un intercambio de mensajes de radio rutinario entre el Ocean Ranger, sus plataformas vecinas y sus barcos de apoyo individuales. No se observó nada fuera de lo normal.
A las 00:52 hora local del 15 de febrero, el Ocean Ranger envió una llamada de socorro en la que se notaba una escora grave hacia el lado de babor de la plataforma y se solicitaba asistencia inmediata. Esta fue la primera comunicación del Ocean Ranger en la que se identificaba un problema importante. Se solicitó al buque de reserva, el M/V Seaforth Highlander, que se acercara, ya que las contramedidas contra la escora de 10 a 15 grados estaban resultando ineficaces. Se notificó la situación al supervisor de MOCAN en tierra y se alertó a las Fuerzas Canadienses y a los helicópteros operados por Mobil justo después de la 01:00 hora local. El M/V Boltentor y el M/V Nordertor, los barcos de reserva de Sedco 706 y Zapata Ugland respectivamente, también fueron enviados al Ocean Ranger para brindar asistencia. A la 01:30 hora local, el Ocean Ranger transmitió su último mensaje: "No habrá más comunicaciones por radio del Ocean Ranger. Nos dirigimos a las estaciones de botes salvavidas". Poco después, en mitad de la noche y en medio de un duro invierno, la tripulación abandonó la plataforma, que permaneció a flote durante 90 minutos más, hundiéndose entre las 03:07 y las 03:13 hora local.
Todo el Ocean Ranger se hundió bajo el Atlántico: a la mañana siguiente, todo lo que quedaba eran unas pocas boyas. Toda su dotación de 84 trabajadores (46 empleados de Mobil y 38 contratistas de varias empresas de servicios) murió. Si bien la plataforma estaba provista de un Manual de procedimientos de emergencia que detallaba los procedimientos de evacuación, no está claro con qué eficacia se llevó a cabo la evacuación de la plataforma. Hay evidencia de que al menos un bote salvavidas fue lanzado con éxito con hasta 36 tripulantes en su interior, y los testigos en el M/V Seaforth Highlander informaron haber visto al menos a 20 miembros de la tripulación en el agua al mismo tiempo, lo que indica que al menos 56 tripulantes evacuaron con éxito la plataforma. El informe de la Guardia Costera de los Estados Unidos especuló que "estos hombres eligieron entrar al agua directamente o fueron arrojados al agua como resultado de un lanzamiento fallido del equipo salvavidas". Los intentos de rescate de los barcos de reserva se vieron obstaculizados por las condiciones meteorológicas adversas y la conclusión de que los barcos de reserva no estaban equipados ni configurados para rescatar a las víctimas de un mar frío. El bote salvavidas volcó durante un intento de amarrarlo al Seaforth Highlander, arrojando a los hombres a bordo al agua, y una balsa de emergencia lanzada como último recurso no los atrapó. Como resultado del mal tiempo, el primer helicóptero no llegó al lugar hasta las 02:30 hora local, momento en el que la mayoría, si no toda, de la tripulación del Ocean Ranger había sucumbido a la hipotermia y se había ahogado. Durante la semana siguiente, se recuperaron 22 cuerpos del Atlántico Norte. Las autopsias indicaron que esos hombres habían muerto como resultado de ahogamiento mientras estaban en estado de hipotermia.
En una actividad relacionada al día siguiente, el buque portacontenedores soviético Mekhanik Tarasov fue golpeado por las mismas condiciones climáticas que el Ocean Ranger, aproximadamente a 65 millas (105 km) al este. El maltrecho carguero soviético se inclinó dramáticamente durante horas antes de hundirse con la pérdida de 32 de los 37 tripulantes.

## Causas y efectos

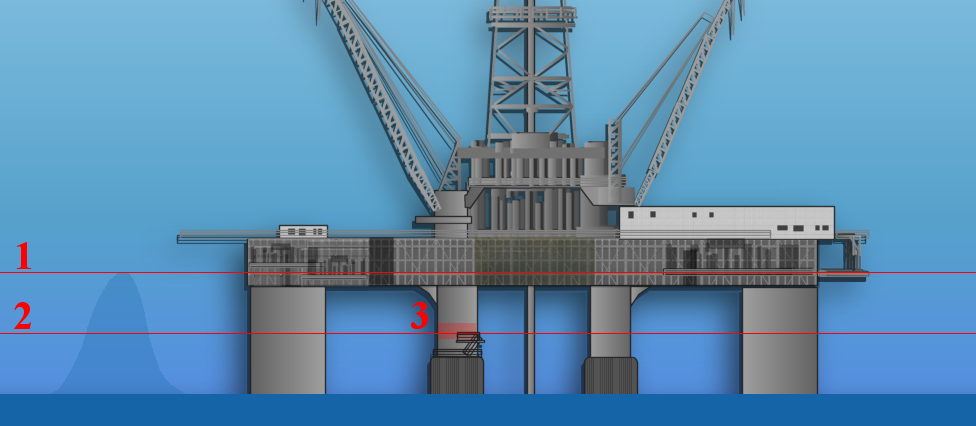
Se ilustra la vulnerabilidad del Ocean Ranger a una ola gigante.
1 – A modo de comparación, la ola Draupner de 59 pies/18 m
28 pies/8,5 m
3 – Ubicación de la sala de control de lastre

Los restos de la plataforma fueron encontrados mediante una búsqueda con sonar durante las semanas siguientes, descansando en una posición invertida aproximadamente a 485 pies (148 m) al sureste de la boca del pozo, rodeados de importantes elementos de escombros como la torre de perforación. La plataforma se había volcado de proa, dando vuelta y golpeando el fondo del mar con los extremos delanteros de los pontones de la plataforma. El informe de la Junta de Investigación Marina de la Guardia Costera de los Estados Unidos sobre el desastre resumió la cadena de eventos de la siguiente manera:
- Una gran ola pareció provocar la rotura de un portillo;
- El portillo roto permitió la entrada de agua de mar a la sala de control de lastre;
- El panel de control de lastre funcionó mal o pareció funcionar mal a ojos de la tripulación;
- Como resultado de este mal funcionamiento o percepción de mal funcionamiento, varias válvulas en el sistema de control de lastre de la plataforma se abrieron debido a un cortocircuito, o fueron abiertas manualmente por la tripulación;
- El Ocean Ranger asumió una lista avanzada;

Como resultado de la escora hacia adelante, las olas de abordaje comenzaron a inundar los casilleros de cadena de proa ubicados en las columnas de soporte de las esquinas de proa;
- La lista de delanteros empeoró;
- El bombeo de los tanques de proa no fue posible utilizando el método habitual de control de lastre ya que la magnitud de la escora de proa creó una distancia vertical entre los tanques de proa y las bombas de lastre ubicadas a popa que excedía la succión disponible en las bombas del sistema de lastre;
- No se disponía de instrucciones detalladas ni de personal capacitado en el uso del panel de control del lastre;
- En algún momento, la tripulación intentó ciegamente operar manualmente el panel de control de lastre utilizando barras de control de latón;
- En algún momento, las válvulas de mar operadas manualmente en ambos pontones se cerraron;
- La inundación progresiva de los casilleros de cadena y la posterior inundación de la cubierta superior provocaron una pérdida de flotabilidad lo suficientemente grande como para provocar el vuelco de la plataforma.

Una Comisión Real canadiense invirtió dos años en investigar el desastre. La Comisión Real conjunta federal-provincial sobre el desastre marino del Ocean Ranger concluyó que la tripulación no estaba capacitada, el equipo de seguridad era inadecuado, no había protocolos de seguridad para el barco de suministro y que la plataforma en sí tenía una serie de fallas. La Comisión Real concluyó que el Ocean Ranger tenía fallas de diseño y construcción, particularmente en la sala de control de lastre, y que la tripulación carecía de la capacitación de seguridad adecuada, trajes y equipo de supervivencia. La Comisión Real también concluyó que la inspección y regulación por parte de las agencias gubernamentales de Estados Unidos y Canadá era ineficaz. Además de recomendaciones clave para la industria petrolera y de gas en alta mar de Canadá, la comisión recomendó que el gobierno federal invirtiera anualmente en investigación y desarrollo de tecnologías de búsqueda y rescate, como mejorar el diseño de equipos salvavidas, un compromiso que se ha cumplido en todos los años fiscales desde 1982.

## Pecio
En agosto de 1983, la empresa holandesa Wijsmuller Salvage reflotó y hundió en aguas más profundas el pecio del Ocean Ranger. Desde su hundimiento el año anterior, el gobierno federal había expresado su preocupación por la posición del pecio. Como el pecio del Ocean Ranger estaba situado a unos 30 metros por debajo del agua, representaba un peligro para la navegación. Durante la operación, el Ocean Ranger fue remolcado boca abajo con sus dos pontones saliendo a la superficie.
Las operaciones habían comenzado a principios de junio, pero el progreso se detuvo cuando dos buceadores de salvamento murieron en el pecio debido a una explosión submarina el 20 de junio. Se dio una orden de suspensión de los trabajos para reflotar el pecio y se inició una investigación sobre el incidente. Sin embargo, se permitió que continuaran las inmersiones exploratorias. En un segundo incidente el 26 de junio murió un tercer buceador, que se cree que fue golpeado por un objeto que cayó al suelo cuando intentaba regresar a la superficie.
Las demandas derivadas del hundimiento se resolvieron extrajudicialmente con un paquete de indemnización valorado en 20 millones de dólares.